# Belváros-Lipótváros
Belváros-Lipótváros è il distretto V di Budapest ed è il centro politico, finanziario, commerciale e turistico della capitale dell'Ungheria.
Il nome del distretto è composto dai due quartieri storici che ne fanno parte: Belváros ("Città interna") e Lipótváros ("Città di Leopoldo"). I due quartieri in origine erano rispettivamente il IV e il V distretto e lo rimasero fino al 1950, quando i due distretti si fusero e il numero IV fu assegnato a Újpest.
Il motivo per cui Belváros non è il I distretto è dovuto al fatto che fino al 1873 Buda era la capitale dell'Ungheria, quindi era la numerazione è stata fatta partire dal distretto del castello di Buda, mentre i distretti sul lato di Pest hanno ricevuto numeri dal IV al X.

## Punti di interesse
Belváros
- Chiesa parrocchiale del Centro-città
- Váci utca
- Chiesa luterana in piazza Deák
- Ponte Elisabetta

Lipótváros
- Palazzo del Parlamento ungherese
- Basilica di Santo Stefano
- Accademia ungherese delle scienze
- Ponte delle Catene
- Palazzo Gresham
- Vigadó
- Szabadság tér
- Museo Etnografico

## Amministrazione

### Gemellaggi
Il distretto di Belváros-Lipótváros è gemellato con:
- Centro storico di Cracovia, Polonia
- Praga 2, Repubblica Ceca
- Distretto di Charlottenburg-Wilmersdorf di Berlino, Germania
- Bačka Topola, Serbia
- Rachiv, Ucraina
- Rožňava, Slovacchia
- Gheorgheni, Romania
- Rimetea, Romania
- Atid, Romania.

| Controllo di autorità | J9U (EN, HE) 987011001333305171 |